# Bruchhausen (Olsberg)
Bruchhausen ist ein Ortsteil der Stadt Olsberg im Hochsauerlandkreis. Ende 2024 zählte der Ort 1169 Einwohner (Hauptwohnsitz). Um geografische Verwechslungen zu vermeiden, wird oftmals auch der Zusatz „an den Steinen“ zum Ortsnamen verwendet.

## Geographie

### Lage
Bruchhausen liegt im Medebachtal ca. acht Kilometer südlich der Stadt Olsberg.
Das Medebachtal verläuft unmittelbar östlich des Ruhrtals. Der Ort liegt auf 450 m über NHN. Die höchste Erhebung auf Bruchhauser Gebiet befindet sich am Gipfel des Langenbergs auf 843 m über NHN und ist zugleich der höchste Punkt des Landes Nordrhein-Westfalen. Östlich von Bruchhausen befinden sich zudem die Bruchhauser Steine, auf dem 728 Meter hohen Istenberg. Um das Dorf liegt das Landschaftsschutzgebiet Kultur- und Offenlandschaftskomplex Bruchhausen.

### Nachbargemeinden und -orte
- Assinghausen
- Elleringhausen
- Wiemeringhausen
- Brilon-Wald
- Willingen
- Winterberg
- Olsberg

## Geschichte

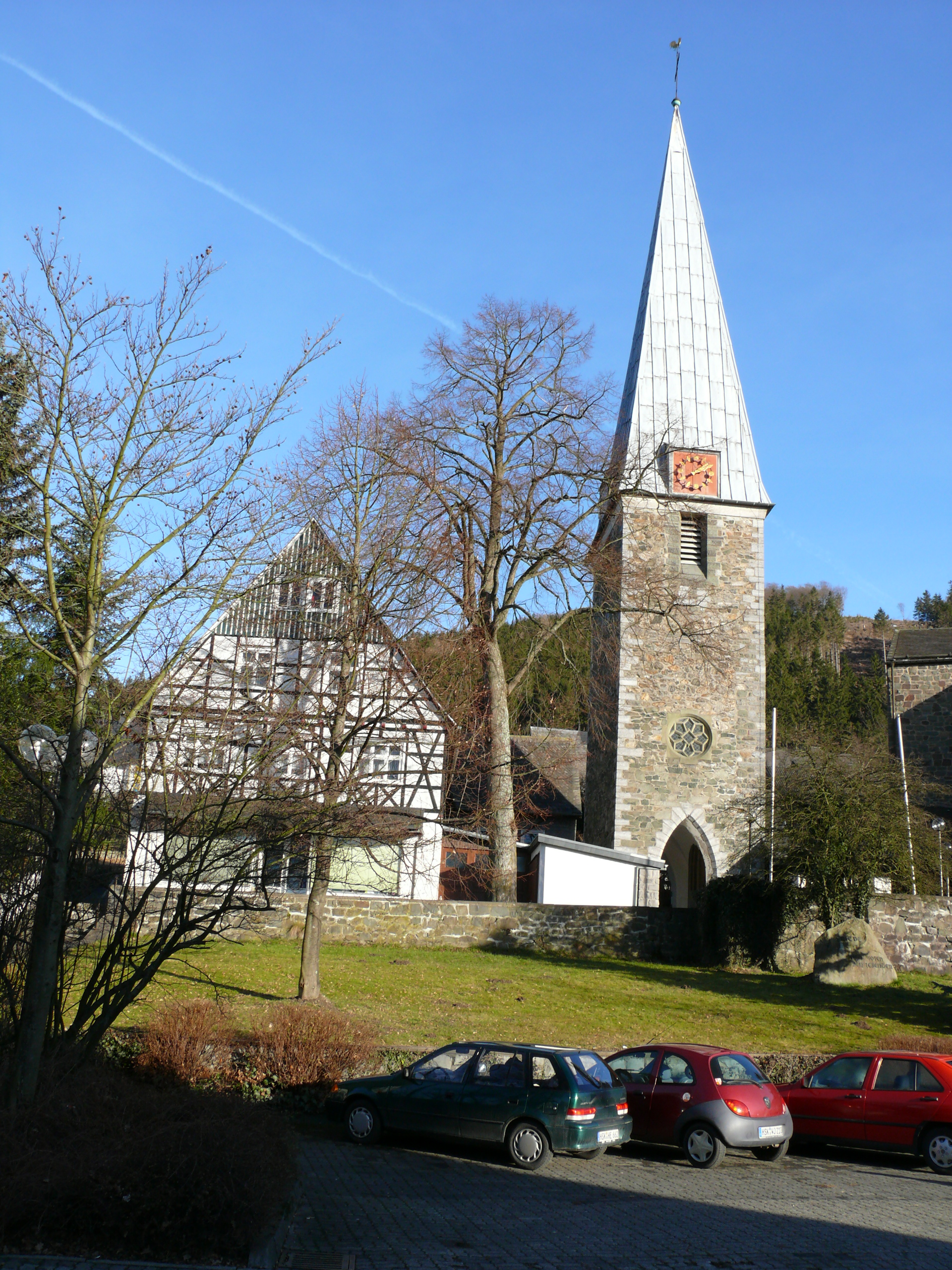
Pfarrkirche St. Cyriakus

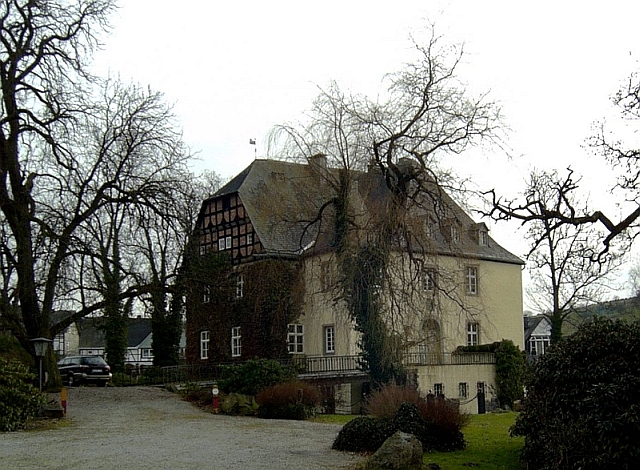
Schloss Bruchhausen

Wann genau Bruchhausen erstmals urkundlich erwähnt wurde, ist umstritten, da es im Sauerland mehrere Orte mit diesem Namen gibt. Der Bruchhauser Lehrer und Heimatkundler Josef Wälter kommt in seinem Buch „Brochhusen – ein Sauerländer Dorfbuch“ von 1957 zu der Erkenntnis, dass Bruchhausen im Jahr 1144 erstmals urkundlich erwähnt wurde. Die eigentliche Siedlungsgeschichte in dieser Gegend ist aber weitaus älter. Bereits in der vorrömischen Eisenzeit befand sich auf dem Istenberg zwischen den Bruchhauser Steinen eine Wallburganlage.
Im Zentrum des Dorfes liegt seit dem 14. Jahrhundert das Wasserschloss Bruchhausen. Bruchhausen war im 19. Jahrhundert insbesondere für seine Nagelindustrie bekannt.
Im Jahr 1872 gründete sich die St.-Cyriakus-Schützenbruderschaft.
Im Zweiten Weltkrieg fielen 42 Männer aus dem Dorf als Soldaten, davon die meisten an der Ostfront, oder starben in Gefangenschaft.
Nach dem Zweiten Weltkrieg diente Bruchhausen einige Jahre als ständiges Lager von ca. 1000 belgischen Soldaten.
Ab 1967 kam es zu einer umfangreichen Dorfsanierung, bei der die Pfarrkirche St. Cyriakus neu errichtet, der Medebach zum Teil unterirdisch kanalisiert und ein neuer Ortsmittelpunkt geschaffen wurde. Seit der kommunalen Neugliederung, die am 1. Januar 1975 in Kraft trat, ist Bruchhausen ein Teil der Stadt Olsberg. Das Dorf erhielt mehrere Preise bei Wettbewerben. Unter anderem wurde Bruchhausen als Europa-Golddorf ausgezeichnet.

## Sehenswürdigkeiten

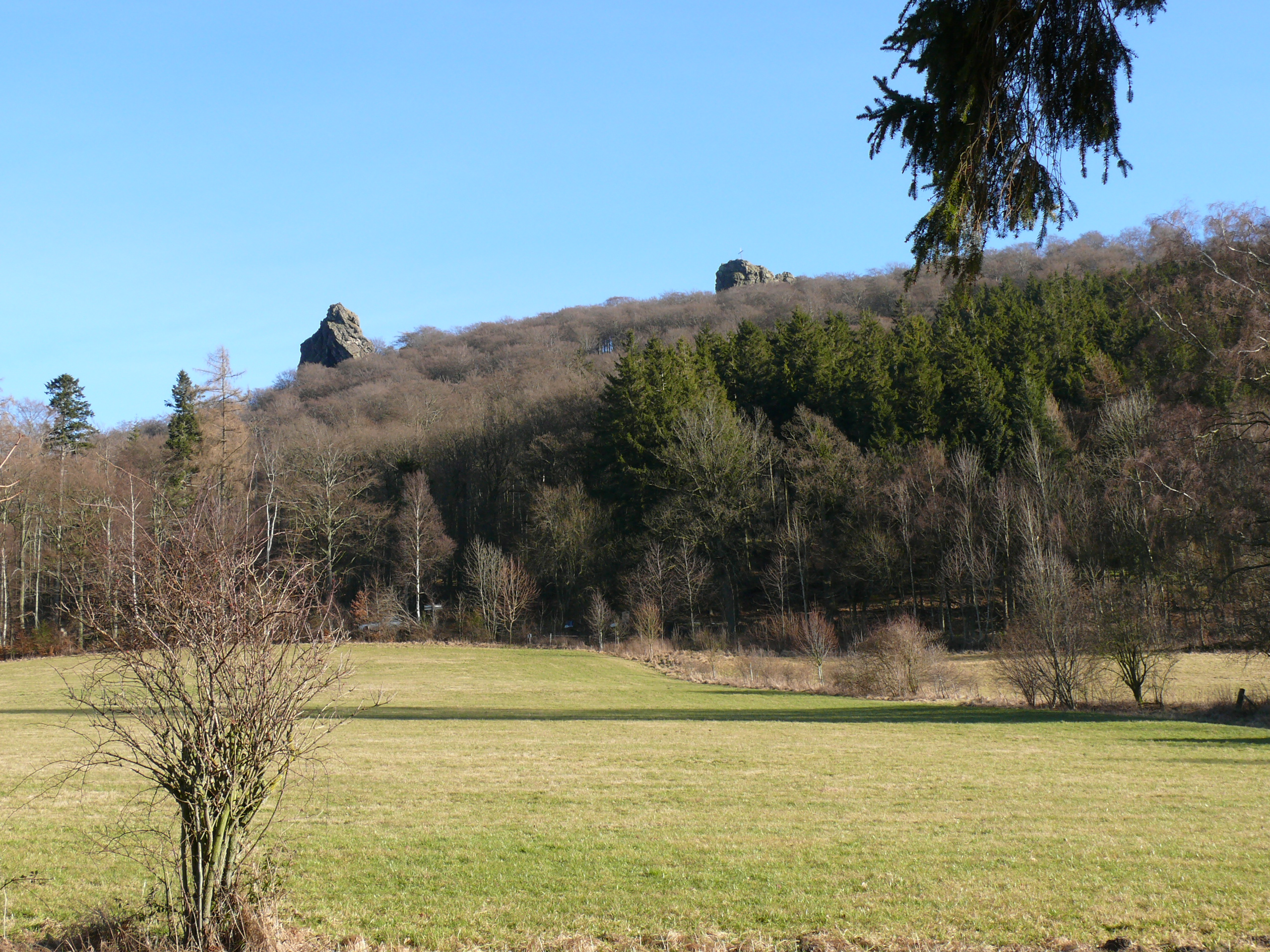
Bruchhauser Steine

Überregional bekannt ist das Naturdenkmal Bruchhauser Steine mit seiner Wallburganlage. Im Zentrum des Dorfes liegt das Wasserschloss Schloss Bruchhausen. Außerdem befinden sich im Ortskern viele alte Fachwerkhäuser.

## Sonstiges
Bruchhausen bietet mit dem Skigebiet „Auf dem Sternrodt“, einer Sommerrodelbahn, seiner Nähe zum Rothaarsteig und der Gleitschirmflug-Anlage am Istenberg eine Vielfalt an freizeitlichen Aktivitäten. Auf dem Gelände des Schlosses besteht eine kleine Brauerei.